# 2908 Shimoyama
2908 Shimoyama (1981 WA) là một tiểu hành tinh vành đai chính được phát hiện ngày 18 tháng 11 năm 1981 bởi Toshimasa Furuta ở Tokai.